# 白硫磺泉镇 (西弗吉尼亚州)
白硫磺泉镇是美国西弗吉尼亚州格林布赖尔县的一座城市，2000年普查人口2,315。

## 外部链接

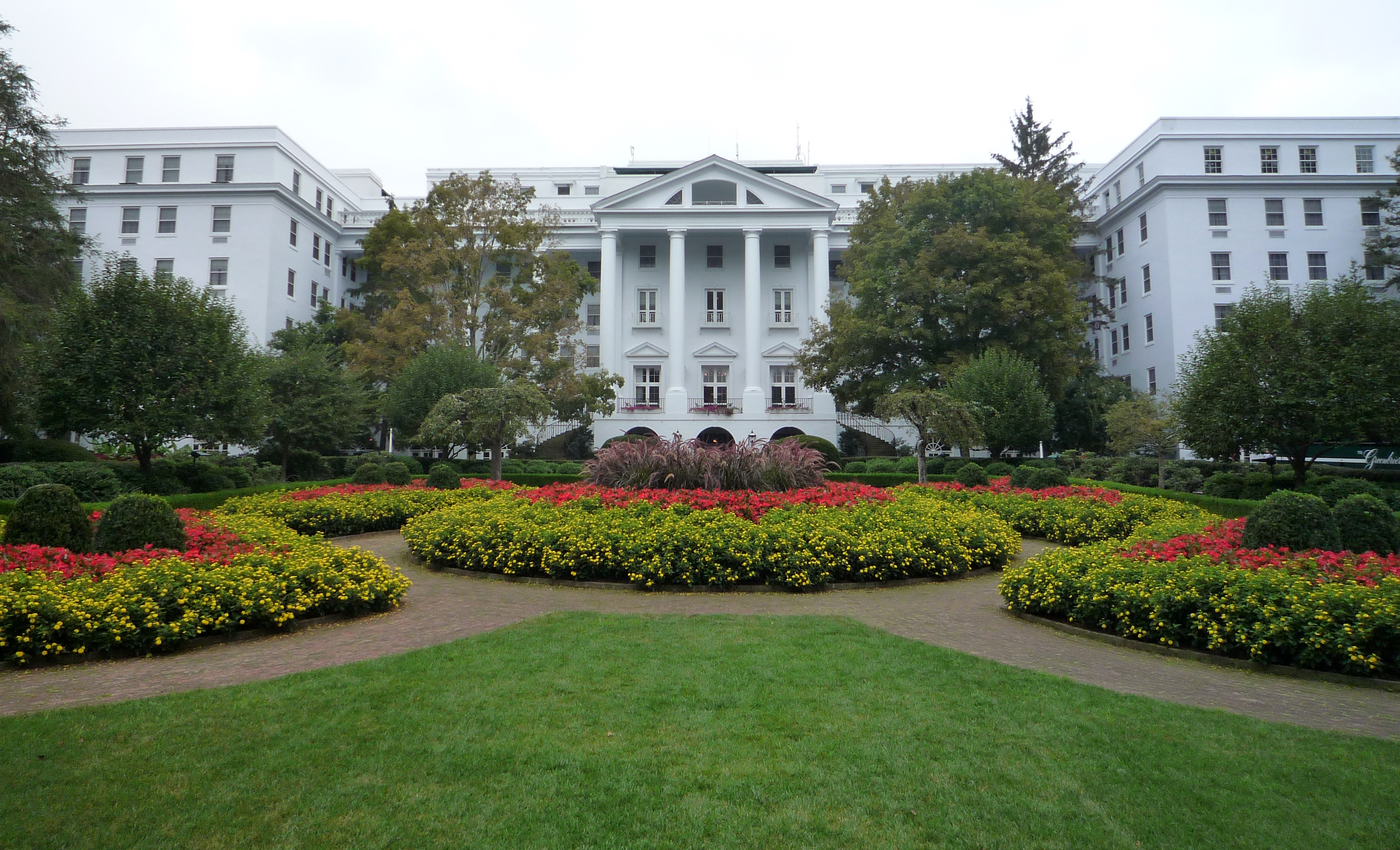
格林布賴爾渡假村